# Comeback Kid
Comeback Kid is een Canadese hardcore punk band uit Winnipeg, Manitoba die is opgericht in het jaar 2000. Momenteel staan ze onder contract bij het recordlabel Victory Records. De naam is afkomstig van een krantenartikel over een beroemde ijshockeyspeler die zijn terugkeer naar de NHL bekendmaakte.

## Biografie
De band werd in 2000 opgericht door Andrew Neufeld en Jeremy Hiebert, leden van de band Figure Four. Ze vormden de band samen met Scott Wade en Kyle Profetta, oorspronkelijk bedoeld als een zijproject. Ze werden echter erg snel populair door de mond-tot-mondreclame in de hardcorescene.
De band bracht in 2003 het album Turn It Around uit via Facedown Records, waarna ze onmiddellijk een contract aangeboden kregen bij Smallman Records (Canada) en Victory Records (rest van de wereld). Doordat ze op het christelijke Facedown Records hadden gezeten, dachten wel heel veel mensen dat het een christelijke band was. Dit sprak de band echter in zowat alle interviews tegen.
In 2005 bracht de band Wake the Dead uit, een instant succes waarmee ze een headlinerstatus kregen maar ook konden toeren met meer bekende hardcorebands als Sick of It All en Madball. In 2006, midden in het toeren voor deze plaat, vertrok zanger Scott Wade. Hij verliet Comeback Kid omdat hij vond dat hij de band tegenhield in de ontwikkeling.
Op 20 februari 2007 kwam Broadcasting... uit, het derde album van de band. Het vierde studioalbum, getiteld Symptoms and Cures, werd geschreven, opgenomen en uitgebracht in 2010 door Victory Records. Het album kwam tot stand na twee jaar van internationale tournees. Het vijfde studioalbum, Die Knowing, werd uitgebracht op 4 maart 2014 op het label van Victory Records.
Op 13 mei 2014 kwam de band naar buiten met het nieuws dat drummer en mede-oprichter Kyle Profeta de band verlaat. Hij gaat in Zuid-Afrika een restaurant beginnen.
Op 8 september 2017 kwam het zesde studioalbum Outsider uit bij Nuclear Blast Records.

## Bezetting
| Huidige leden - Andrew Neufeld - zang - Jeremy Hiebert - gitaar - Stu Ross - gitaar - Ron Friesen - basgitaar - Loren Legare - drums | Voormalige leden - Scott Wade - zang - Cliff Heide - basgitaar - Joel Otte - basgitaar - Kyle Profeta - drums - Kevin Call - basgitaar |

## Discografie
- Comeback Kid (ep, 2002)
- Turn It Around (2003)
- Wake the Dead (2005)
- Broadcasting... (2007
- Symptoms + Cures (2010)
- Die Knowing (2014)
- Outsider (2017)
- Heavy Steps (2022)